# Coevorden
Coevorden, en français Couvorde ou Couvorden, est une ville et commune des Pays-Bas, située dans la province de Drenthe.

## Localités
Aalden, Achterste Erm, Ballast, Benneveld, Bovensteenwijksmoer, Coevorden, Dalen, Dalerpeel, Dalerveen, De Bente, De Haar, De Kiel, De Mars, Den Hool, Diphoorn, Eldijk, Erm, Gees, Geesbrug, Grevenberg, 't Haantje, Holsloot, Hoogehaar, Kibbelveen, Klooster, Langerak, Meppen, Nieuwe Krim, Nieuwlande, Noord-Sleen, Oosterhesselen, Padhuis, Pikveld, Schimmelarij, Schoonoord, Sleen, Steenwijksmoer, Stieltjeskanaal, Valsteeg, Veenhuizen, Vlieghuis, Vossebelt, Wachtum, Weijerswold, Wezup, Wezuperbrug, Zweeloo et Zwinderen.

## Galerie

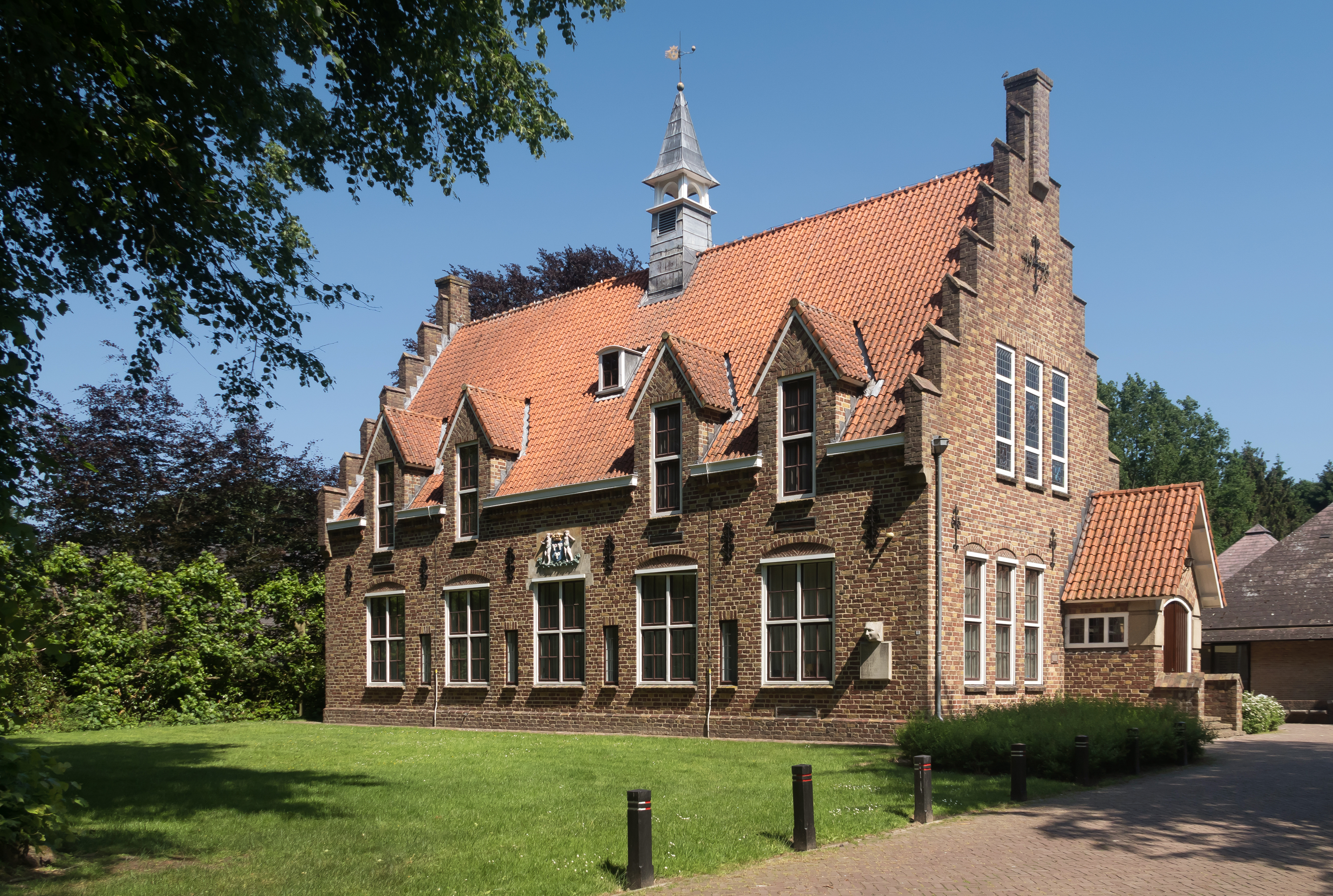
Sleen, l'ancien hôtel de ville.
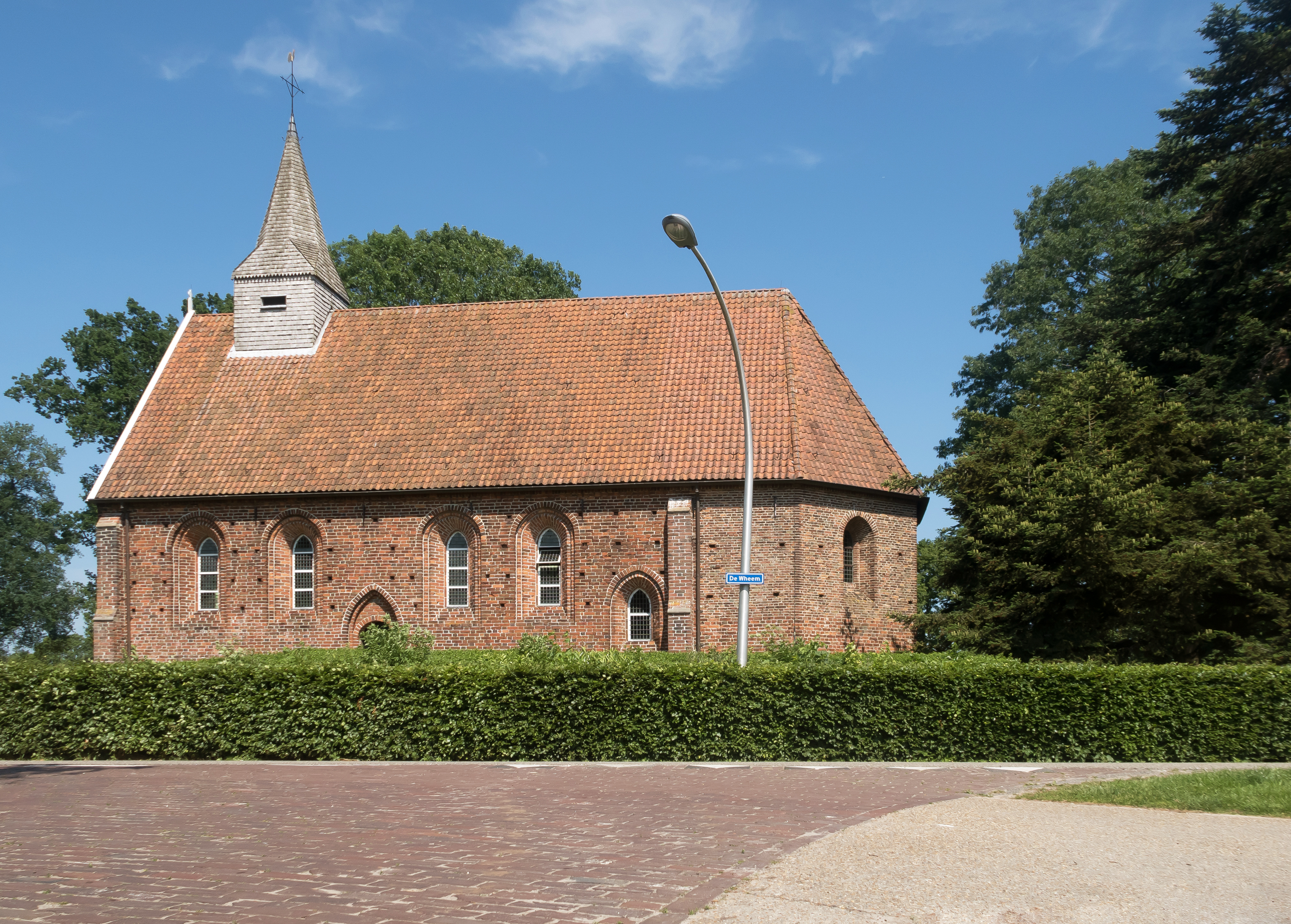
Zweeloo, l'église protestante.
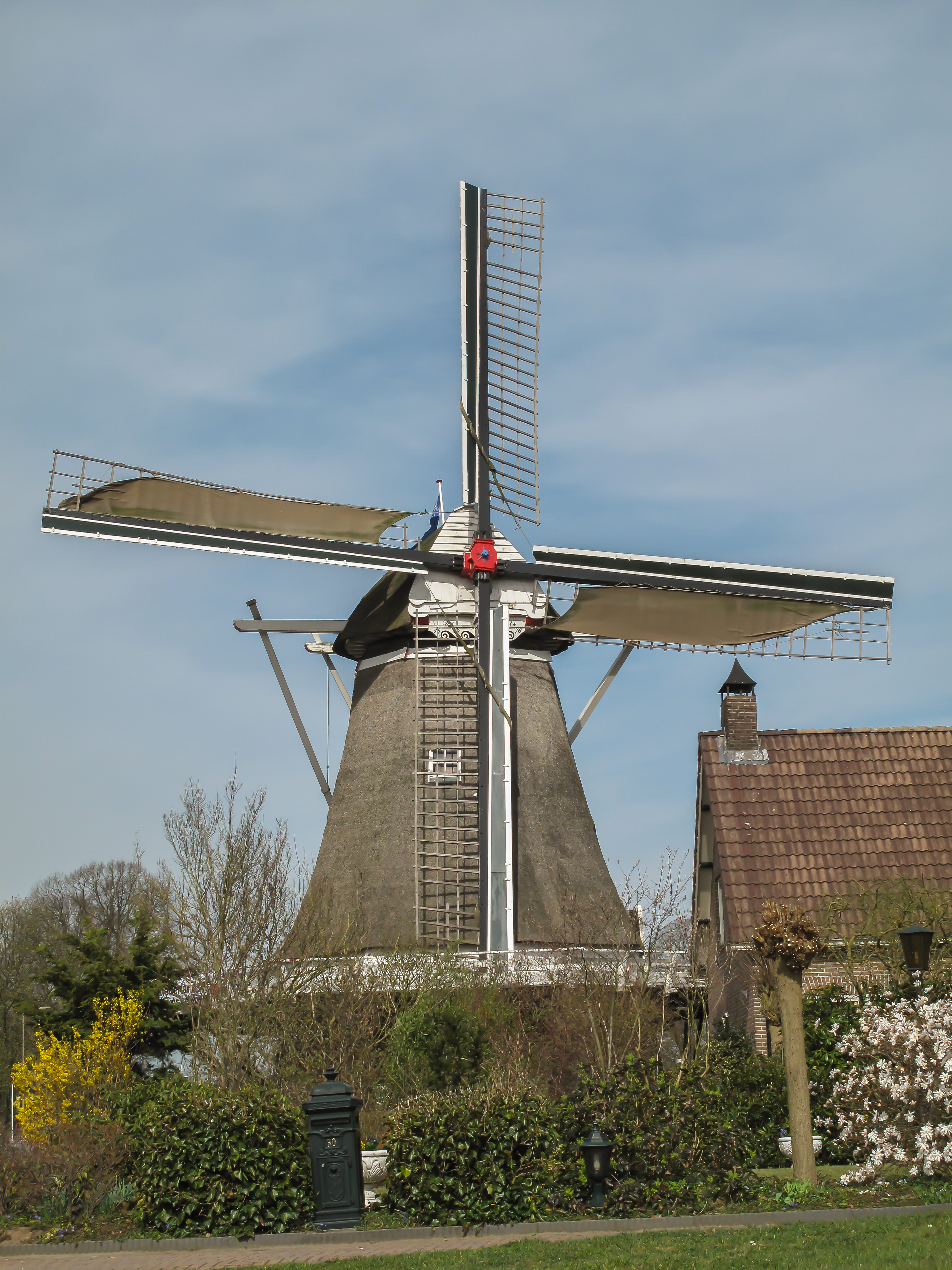
Dalen, le moulin : stellingmolen de Bente.
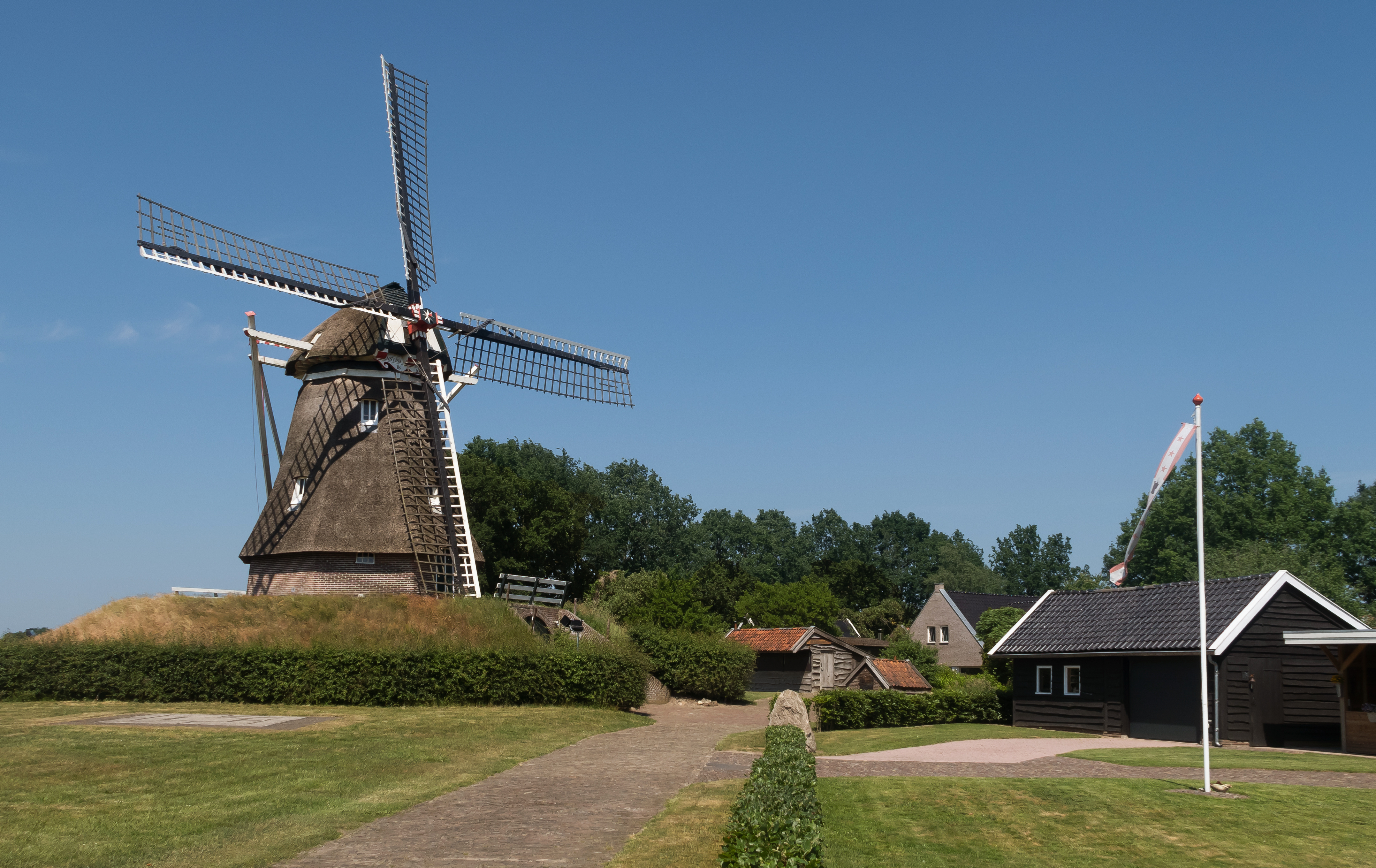
Aalden, moulin : de Jantina Hellingmolen.
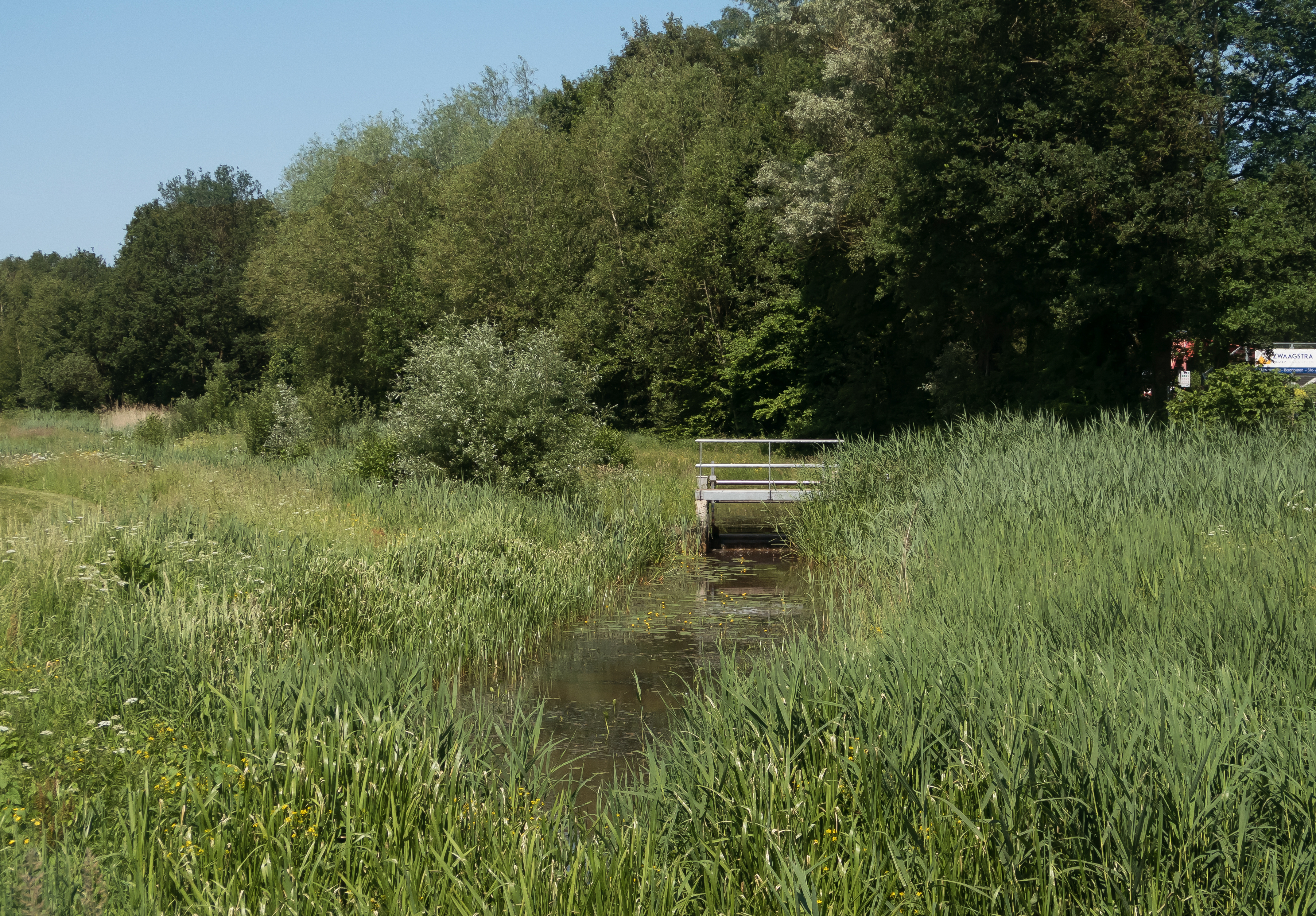
Entre Aalden et Zweeloo, le ruisseau : de Aalderstroom.
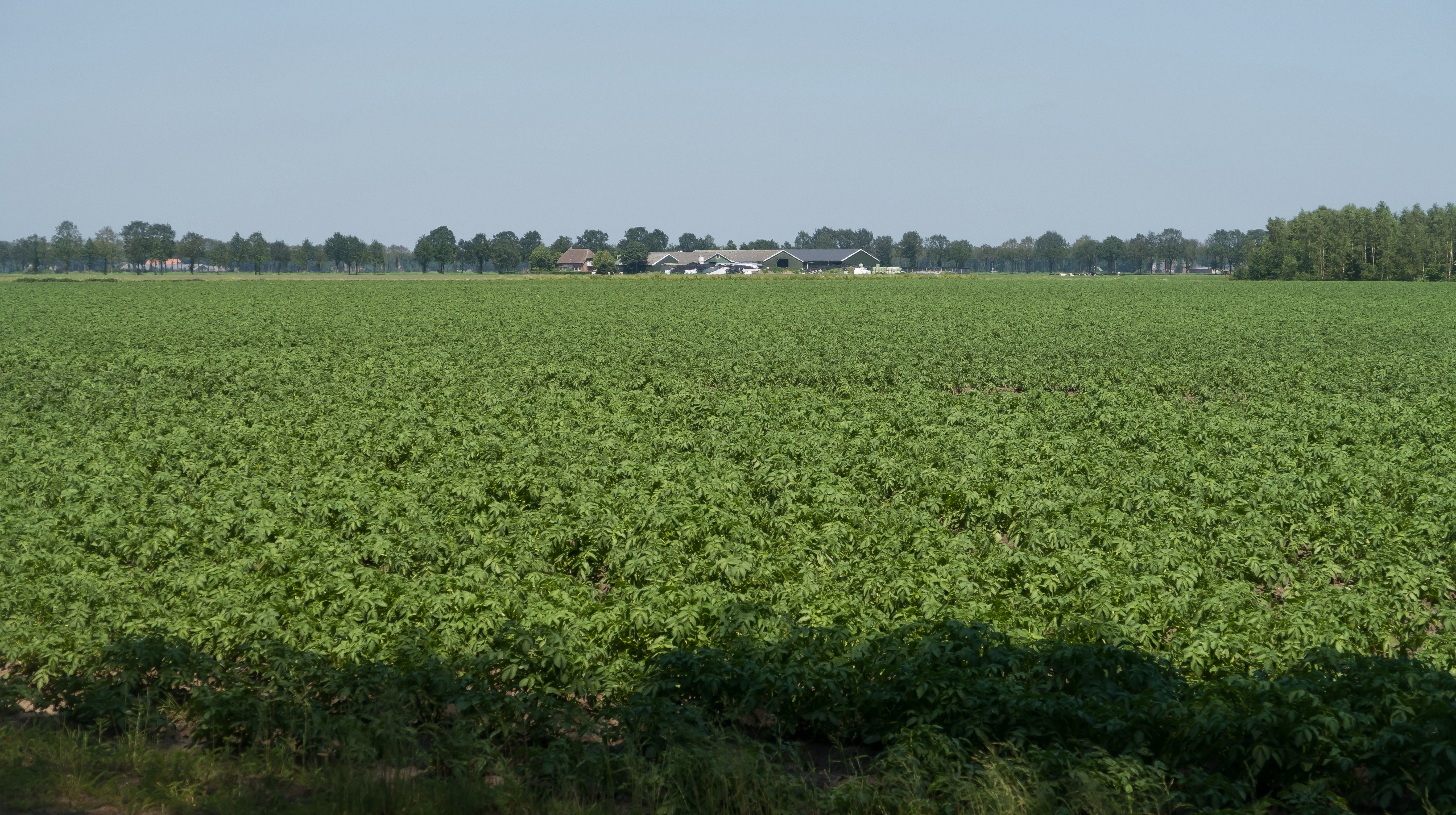
Entre Meppen et Nieuw Balinge, la ferme.
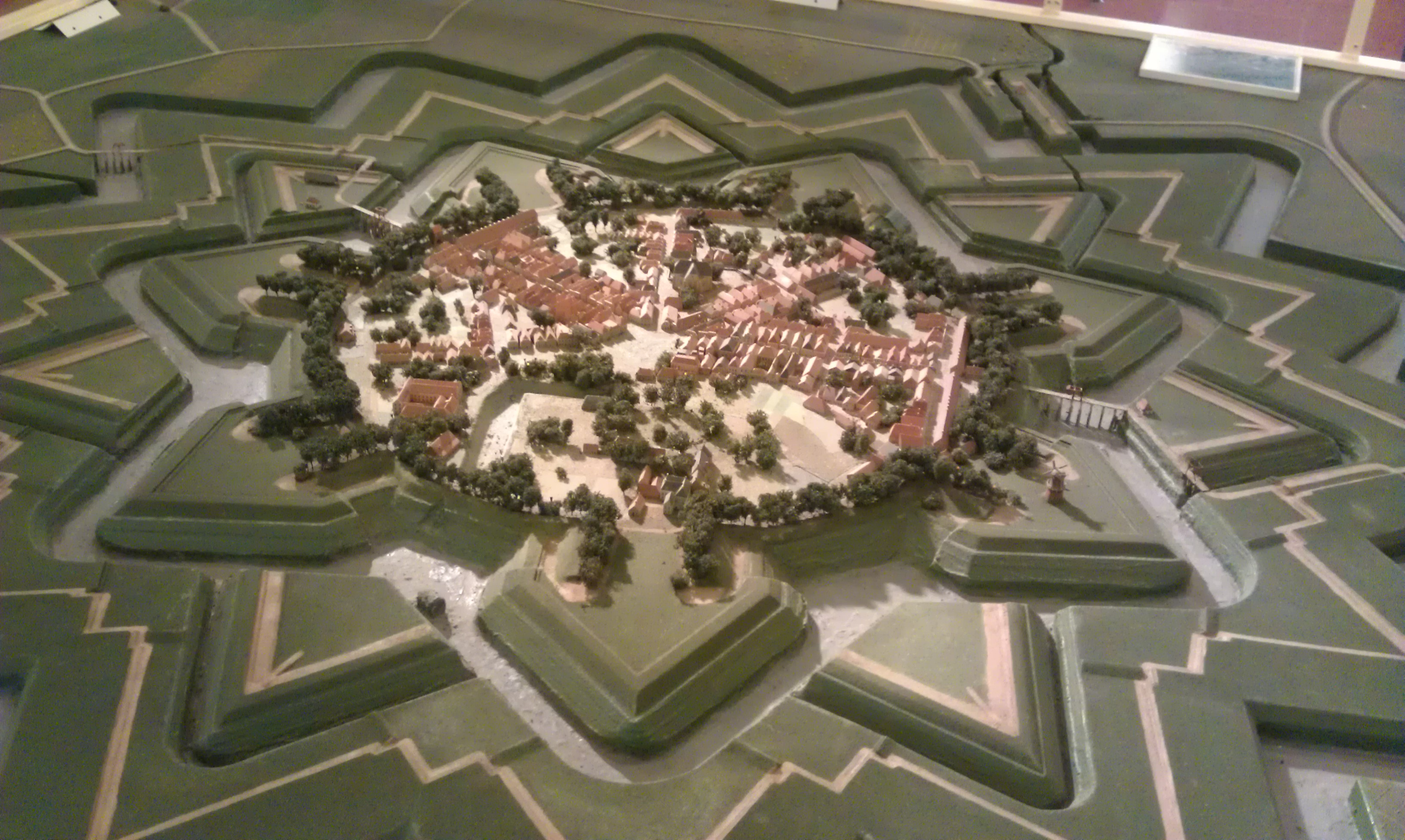
Maquette des fortifications de la ville au XVIIe siècle.

## Histoire

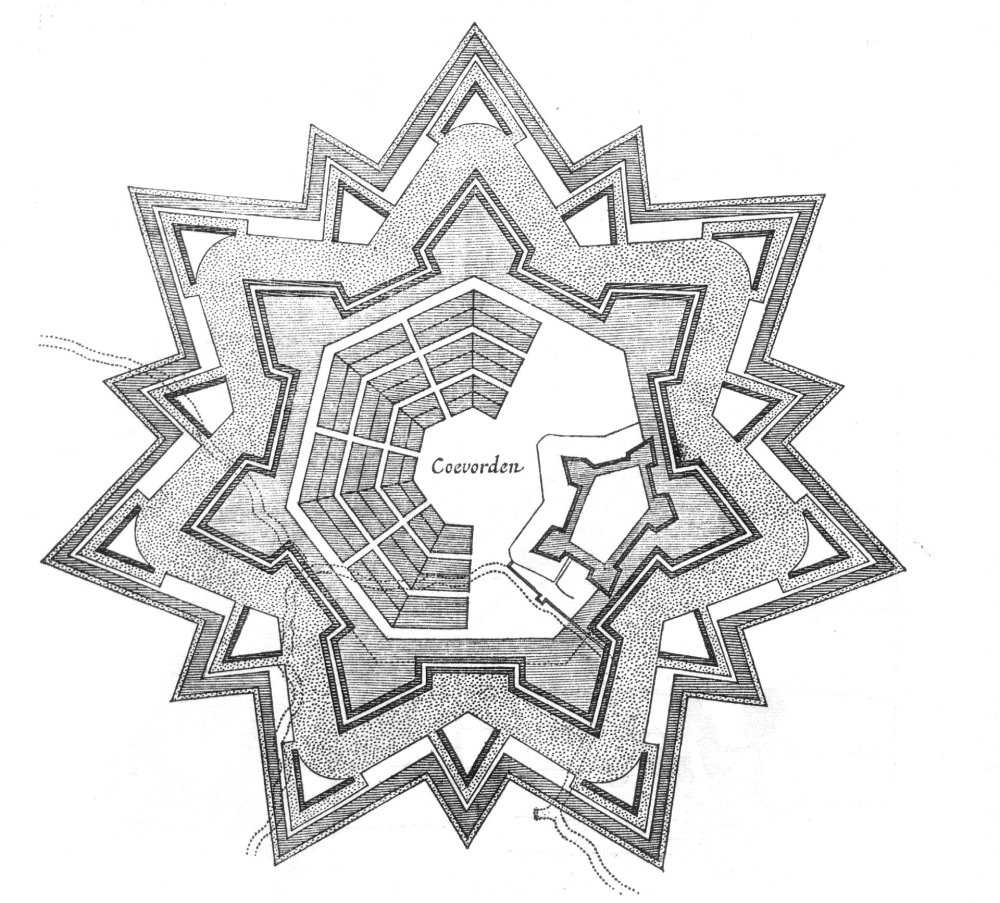
Plan de Coevorden (1647).

Coevorden (litt. « gués des vaches », en alld. Kuhfurt) est citée pour la première fois dans les sources écrites en 1148. Occupant la digue sableuse cernant au sud les marais de Bourtange, c'était une étape stratégique entre la Frise et Münster.
À Ane (commune de Hardenberg, à 7 km au sud de Coevorden) il y eut une sanglante bataille, le 25 juillet 1227 opposant les seigneurs rebelles de Coevorden (soutenus par les paysans de Drenthe et de Bentheim) aux chevaliers de l'évêque d’Utrecht. Ce fut pour l'évêché une défaite cinglante, où l'évêque lui-même trouva la mort.
La ville ne reçut de charte communale qu'en 1407. L'empereur Charles Quint lui accorda le droit d'organiser une foire annuelle.

### Gueldre
Au début du XVIe siècle, période de l'iconoclasme, la chapelle d'Hulsvoort (en néerl. Kapel van Hulsvoort) et la Nieuwe Kerk (la nouvelle église) de Coevorden sont détruites.
Plus tard, la ville est tombée aux mains de Rudolf van Munster en 1518, mais en 1522 la ville a été reprise par les Gueldrois, commandés par Johan van Selbach. Selbach contrôlait ensuite toutes les régions orientales, comprenant l'Overijssel et la Drenthe jusqu'à la côte maritime de la Groningue. Jusqu'en 1536 (fin du règne de Charles de Gueldre), il restera châtelain au château de Coevorden et drost de Drenthe.
Selbach a renforcé les fortifications, mais a également dû assurer une collecte fiscale suffisante pour le duc de Gueldre. Cela n'était pas facile pour lui, non seulement parce que Drenthe n'était pas une province riche, mais aussi parce que les Drenthois n'aimaient pas se conformer à l'autorité de Gueldre. Dans une lettre de 1536, Selbach invoque donc la force majeure à cause de la pauvreté de « votre grâce princière sous les terres de Drenthe ».
La même année de 1536, Selbach est contraint de céder le château et la forteresse à Georg Schenck van Toutenburg, commandant de l'armée dans la région de l'empereur Charles Quint.
Un grand incendie détruisit un tiers de la cité en 1579.
Au cours de la guerre de Quatre-Vingts Ans, lorsque George de Lalaing, comte de Rennenberg, passa dans le camp du roi d'Espagne en 1580, il fit stationner son armée à Coevorden. Lorsque le général républicain Johan van den Corput (nl), pourvu de renforts, se présenta devant la ville, il dut constater la présence de l'ennemi et se consacra désormais à la défense de la place de Steenwijk. Coevorden fut toujours épargnée par les sièges jusqu'à ce que le stathouder Maurice d'Orange s'en empare en 1592, au prix d'un énorme incendie et y fasse édifier jusqu'en 1605 l'une des plus belles fortifications des Pays-Bas. Le célèbre ingénieur Menno van Coehoorn accrut encore un peu plus les murailles.
La citadelle fut néanmoins enlevée le 11 juillet 1672 par l’armée de Münster, menée par Von Galen, après un siège de 11 jours, mais elle fut reprise peu après par les Républicains. Les hommes de l'évêque de Münster échouèrent à la reprendre, la plupart des assiégeants périssant noyés.
Coevorden ne fut plus ensuite qu'une ville frontière endormie, jusqu'aux guerres napoléoniennes (1804–1813). L'arrivée du chemin de fer, en 1905, marqua les débuts de l’industrialisation ; mais depuis 1950, plusieurs usines et administrations ont quitté la ville pour Emmen, plus moderne.

## Lieux et monuments
- Le parc d'attractions Plopsa Indoor Coevorden.